# Bonifácio I da Toscânia
Bonifácio I da Toscânia (? - 823), foi o primeiro marquês conhecido da Toscânia. Era, segundo se pensa, da Baviera. Reinou por volta de 812 a 813, falecendo em 823. Seu descendente seria o seu filho, Bonifácio II da Toscânia.

## Biografia
Não se sabe o ano de nascimento, mas sabe-se que era um nativo da Baviera, por isso recebeu o cognome de "Da Baviera" quando foi nomeado governador da Itália por Carlos Magno, após a morte do rei Pepino.
Citado como duque, é considerado o primeiro marquês da Toscana, sendo governante de vareis cidades importantes: Pisa, Pistoia, Volterra, Florença, Luni. Tem sido demonstrado nos documentos pela primeira vez em 812.

## Filhos
1. Bonifácio II da Toscânia (791 - 879), que se tornou Marquês da Toscânia.
2. Berardo da Ligúria (? - 889), marquês da Ligúria Oriental, ajudou seu irmão na defesa da Córsega.
3. Riquilda da Toscânia, tornou-se abadessa do Mosteiro de São Bento e Escolástica, em Lucca. [1]

## Bibliografa
- Wickham, Chris. início da Itália Medieval: Poder Central e da sociedade local 400-1000 . MacMillan Press: 1981.